# Laodemonax
Laodemonax is een kevergeslacht uit de familie van de boktorren (Cerambycidae). De wetenschappelijke naam van het geslacht werd voor het eerst geldig gepubliceerd in 1970 door Gressitt & Rondon.

## Soorten
Laodemonax omvat de volgende soorten:
- Laodemonax forticornis Gressitt & Rondon, 1970
- Laodemonax rufithorax Hüdepohl, 1990